# Udavač z Těšína
Udavač z Těšína je píseň od Jaroslava Hutky, který ji složil v červenci 2007 jako, podle svých slov, „spontánní reakci na to, jak Jaromír Nohavica reagoval na informace o tom, že spolupracoval s StB“. Hutka je autorem textu, hudbu složil Vladimír Veit. Píseň vyšla jako singl v nakladatelství Levné knihy.
V písni Hutka zpívá například o tom, že Nohavica „jidášsky objal“ a pak „fízlům udal“ písničkáře Karla Kryla, se kterým se setkal v roce 1989 ve Vídni a o své cestě pak referoval StB. Nohavica schůzky s tajnou policií nepopírá, ale policejní zápisy ze schůzek označil za fabulace.
Píseň vzbudila velké mediální reakce. V reakci na Hutkovu píseň složil Nohavica píseň „Já si to pamatuju“, která vyšla v únoru 2008 na albu Ikarus.